# Município de Whites (condado de Bertie, Carolina do Norte)
Localização da Carolina do Norte nos E.U.A.
O município de Whites (em inglês: Whites Township) é um localização localizado no  condado de Bertie no estado estadounidense da Carolina do Norte. No ano 2010 tinha uma população de 1.554 habitantes.

## Geografia
O município de Whites encontra-se localizado nas coordenadas 36° 04′ 44,57″ N, 76° 47′ 09,82″ O.